# Friedrich Müller (püspök, 1828–1915)
Friedrich Müller magyarosan: Müller Frigyes (Segesvár, 1828. május 15. – Nagyszeben, 1915. április 25.) bölcseleti és teológiai doktor, királyi tanácsos, az erdélyi szász ágostai hitvallás (evangélikus) püspöke.

## Élete
Segesváron a gimnáziumot látogatta 1845-ig; ekkor Kolozsvárra ment a jog tanulására, 1846–48-ig a lipcsei és berlini egyetemen teológiát, történelmet és filológiát tanult. Hazájába visszatérve 1848. július 13-án szülővárosában lector extraordinarius lett és kezdte gyűjteni az erdélyi mondákat. 1848–49-ben mint nemzetőr szolgált. A szabadságharc után folytatta tanári működését és Segesvárt életbe léptette a tornászatot, sőt a női tornászatra is gondot fordított. 1863-ban a gimnázium igazgatója lett. 1869. június 20-án Újegyház hívta meg lelkészének; 1870-ben a tartományi tanácsba választották és 1874. augusztus 27-én nagyszebeni lelkész lett; nagy része van az új iskolai rendszabály létesítésében és 1886-ban a betegápoló-intézet fölállításában. 1883-ban püspökhelyettessé, 1893. szeptember 21-én pedig püspökké választották. 1883-ban a marburgi egyetemen tiszteletbeli bölcseleti és 1897-ben a lipcsein tiszteletbeli teológiai fokot nyert. 1895-ben a főrendiház tagjai közt foglalt helyet. 1896-ban kapta meg a II. osztályú vaskoronarendjelt.
Cikkei a Blätter für Geist, Gemüth u. Vaterlandskundeban (1853. Siebenbürgen und Ungarn im XVII. Jahrhundert; Die Keisder Burg, die Kirchen zu Bodendorf, Galt und Schweischer, 1896. Zur Geschichte der sächsichen Goldschmiedzünfte); az Archiv des Vereins für die siebenb. Landeskundeban (N. F. II. Die evang. Kirche in Birthälm, König, Stephan. I. von Ungarn und das siebenb. Bisthum, eine Revision der Quellen, Archäologische Skizzen aus Schässburg, III. Die Bronzealterthümer, eine Quelle der älteren siebenb. Geschichten. IV. 1860. Zur älteren siebenb. Glockenkunde, V. Die Heidengräber bei Kastenholz, két tábla rajzzal, XIV. Die Inkunabeln der Hermannstädter «Kapellen-Bibliothek», XV. Gleichzeitige Aufzeichnungen von Thomas Wal, Johannes Mildt und einem Heltauer aus den Jahren 1513–1532., XVI. Archäologische Streifzüge, Müller Heinrichel együtt. XIX. Materialien zur Kirchengeschichte Siebenbürgens und Ungarns im XVII. Jahrh.); a Mittheilungen der k. k. Centralkommission zur Erforschung und Erhaltung der Baudenkmale-ban (I. 1856. Die Schässburger Bergkirche, ein kunstgeschichtlicher Versuch, Über den älteren sächsischen Kirchenbau und insbesondere die ev. Pfarrkirche von Mühlbach, II. 1857. Die Vertheidigungskirchen in Siebenbürgen, Bericht über Funde in Schässburg und Mehburg, III. 1858. Die Ruinen am Firtos in Siebenbürgen, Römisches Grabmonument bei Birthelm, IV. 1859. Römerspuren im Osten, VI. 1861. Die ev. Kirche von Seiburg in Siebenbürgen); a segesvári gymnasium Programmjában (1856. Geschichte der siebenbürgischen Hospitäler bis zum Jahre 1625); a Magazinban (N. F. II. 1860. Siebenbürgische Alterthümer); a Hermannstädter Zeitungban (1861. Zur Verfassungsangelegenheit der ev. Landeskirche A. B., 1867. Zwei Tage auf Stenarum, bei Schässburg); a Siebenbürgischer Volkskalenderben (1873. G. D. Teutsch, eine Lebensskizze von Freundeshand).

## Művei
- Beiträge zur Geschichte des Hexenglaubens und des Hexenprozesses in Siebenbürgen. Brauschweig, 1854 (Ism. P. Napló 1857. 275. sz.)
- Siebenbürgische Sagen, gesammelt und mitgetheilt von… Kronstadt, 1857 (ism. Blätter für liter. Unterhaltung. Leipzig, 1858. 2. kiadás. Bécs, 1885)
- Die kirchliche Baukunst des romanischen Styles in Siebenbürgen. Mit 3 lithogr. Tafeln, 23 Holzschnitten und 2 Facsimiles. Wien, 1858 (különnyomat a Jahrbücher der k. k. Central Commission zur Erforschung und Erhaltung der Baudenkmale-ból)
- Unsere Pfarrerswahl und der Entwurf des evang. Landeskonsistoriums A. B. vom 6. März 1862. Hely és év n. (névtelenül)
- Dass unseren Schulen im Turnen ein längst vermisstes Mittel der Jugendbildung geboten sei (Eine Schulrede. Hermannstadt, 1863, névtelenül)
- Dass in dem Turnen auch unserm Volke eine kräftige zeitgemässe Erziehung geboten sei. Rede bei der Einweihung, der Schässburger Turnhalle am 14. Nov. 1863. (Hermanstadt. 1863, névtelenül)
- Deutsche Sprachdenkmäler aus Siebenbürgen. Aus schriftlichen Quellen des XII. bis XVI. Jahrhunderts. Hermannstadt, 1864
- Die römischen Inschriften in Dacien. Gesammelt und bearbeitet von… Wien, 1865 (Ism. Österr. Wochenschrift)
- Referat bezüglich des Lehrplans für die Seminarien (hely n., 1871)
- Die wichtigsten Ergebnisse der durch den III. G.-A. vom Jahre 1869 angeordneten und am Anfang des Jahres 1870 durchgeführten Volkszählung in den Ländern der ungarischen Krone. Hermannstadt (1872, névtelenül)
- Verwahrung und Sondermeinung gegen den Beschluss der Hermannstädter Bezirkskirchenversammlung vom 2. Januar 1880 betreffend die Intervallfrage. Hermannstadt, 1880
- Rede… gehalten bei der Grundsteinlegung zum Bethause und zu den damit verbundenen Anstalten (Waisenhaus und Kinderbewahranstalt) auf dem Soldisch am 25. März 1882. Hermannstadt
- Zur Grundsteinlegung des ev. Bethauses, des ev. Waisenhauses und der ev. Kinderbewahranstalt auf dem Soldisch am 25. März 1882. Hermannstadt, 1882
- Gottesdienst in einer evang. sächsischen Kirche im Jahre 1554. Ein Vortrag gehalten in Hermanstadt am 8. Dez. 1883., Frankfurt a. M., 1884 (különny. a Zeitschrift für prakt. Theologieból. Ism. Deutsche Litteraturzeitung 1886)
- Geprüft und bestanden. Novelle von M. F. G. Hermannstadt. 1892. (Különny. a Siebenbürgischer Volksfreundból. Ism. Korrespondenzblatt für Landeskunde 1893)
- Erlöst. Novelle von M. F. G. Hermannstadt. 1893 (különny. a Siebenb. Volksfreundból)
- Rede aus Anlass der Beerdigung Sr. Hochwürden des Bischofs D. G. D. Teutsch am 5. Juli. 1893. in der ev. Pfarrkirche in Hermannstadt. Hermannstadt, 1893
- Aus der Spätsommerfrische. Erlebtes und Erdachtes. Hermannstadt, 1894 (ism. Korr. f. Lkde, 1895)
- Rede zur Eröffnung der 29. Hauptversammlung des siebenbürgischen Hauptvereins der Gustav Adolf-Stiftung in S.-Reen. Hermannstadt, 1894 (Melléklet a 32. Jahresbericht des ev. Hauptvereins der Gustav Adolf Stiftung für Siebenbürgenben. Ism. Korr. f. Lkde 1895)
- Zur Schässburger Frauenfrage. Hermannstadt, 1895 (különny. a Siebenb. d. Tagblattból)
- Rede zur Eröffnung der 17. Landeskirchenversammlung (10. Nov. 1894.) Hermannstadt, 1894
- Festpredigt des Bischofs Dr. Fr. Müller zu seiner feierlichen Einführung in Amt und Würde am 11. Nov. 1894. Hermannstadt, 1895
- Johann Karl Schuller und die Gräfin Anna Amadei von M. F. G. Hermannstadt, 1896 (különny. a Siebenb. d. Tagblattból)
- Licht und Schatten. Hermannstadt, 1897 (különny. a Kirchliche Blätterből)
- Rede zur Eröffnung der 18. Landeskirchenversammlung (28. April 1887.), Hermannstadt, 1897 (különny. a Kirchliche Blätterből)
- Der «Siebenbürger Bischof». Hermannstadt, 1897 (különny. a Kirchl. Blätterből)
- Eröffnungsrede zur 33. Jahresversammlung des siebenb. Hauptvereins der ev. Gustav Adolf-Stiftung (21. Aug. 1898.). Hermannstadt, 1898 (különny. a Kirchl. Blätterből)
- Weiherede… nach der Enthüllung des Honterusdenkmals in Kronstadt (21. Aug. 1898.) Hermannstadt, 1898 (különny. a Kirchl. Blätterből)
- Weihegebet… bei der Enthüllung des Teutschdenkmals in Hermannstadt am 19. August 1899. Hermannstadt
- Gebet des… zur Eröffnung der 19. Landeskirchenversammlung. Hermannstadt
- Ansprache… zur Eröffnung der 19. Landeskirchenversammlung. Hermannstadt, 1899 (különny. a Kirchl. Blätterből)
- Fraterna caritas. (Ein neuer Angriff auf unsere Kirche). Hermannstadt, 1900 (különny. a Kirchl. Blätterből)